# Torneig de les Sis Nacions femení
El Torneig de les Sis Nacions femení, actualment conegut com a RBS 6 Nacions femení, (en anglès: Women's Six Nations Championship, Women's RBS 6 Nations) és una competició de rugbi europea que disputen anualment les seleccions femenines d'Anglaterra, Escòcia, Gal·les, Irlanda, Itàlia i França, a semblança del Torneig de les Sis Nacions masculí. Les guanyadores del Torneig de les Sis Nacions femení també se les considera les campiones d'Europa.
El torneig començà el 1996 com un Campionat de Nacions Locals per les seleccions d'Irlanda, Anglaterra, Escòcia i Gal·les. El 1999, França s'afegí per crear el Torneig de les 5 Nacions femení. Un any més tard, Espanya ingressà al torneig en substitució d'Irlanda, que es reincorporà l'any 2000, constituint així el Torneig de les Sis Nacions femení. El 2007, el campionat fou adoptat oficialment pel comitè organitzador del Torneig de les Sis Nacions, generant la substitució de la selecció espanyola per la italiana, i l'adopció del Royal Bank of Scotland (RBS) com a principal patrocinador, per tal d'establir un paral·lelisme a l'esdeveniment homònim en categoria masculina.

## Historial

### Campionat de Nacions Locals
- 1996:  Anglaterra (gran slam)
- 1997:  Anglaterra (gran slam)
- 1998:  Escòcia (gran slam)

### Cinc Nacions
- 1999:  Anglaterra (gran slam)
- 2000:  Anglaterra (gran slam)
- 2001:  Anglaterra (gran slam)

### Sis Nacions
- 2002:  França (gran slam)
- 2003:  Anglaterra (gran slam)
- 2004:  França (gran slam)
- 2005:  França (gran slam)
- 2006:  Anglaterra (gran slam)
- 2007:  Anglaterra (gran slam)
- 2008:  Anglaterra (gran slam)
- 2009:  Anglaterra
- 2010:  Anglaterra (gran slam)
- 2011:  Anglaterra (gran slam)
- 2012:  Anglaterra (gran slam)
- 2013:  Irlanda (gran slam)
- 2014:  França (gran slam)
- 2015:  Irlanda
- 2016:  França
- 2017:  Anglaterra (gran slam)
- 2018:  França (gran slam)
- 2019:  Anglaterra (gran slam)
- 2020:

## Palmarès
|                    | · Anglaterra | · França | · Irlanda | · Itàlia | · Escòcia | · Gal·les | · Espanya |
| ------------------ | ------------ | -------- | --------- | -------- | --------- | --------- | --------- |
| Tornejos disputats | 24           | 21       | 22        | 13       | 24        | 24        | 7         |
| Títols             | 15           | 6        | 2         | 0        | 1         | 0         | 0         |
| Grans Slams        | 14           | 5        | 1         | 0        | 1         | 0         | 0         |
| Triple Corona      | 21           | 0        | 2         | 0        | 1         | 1         | 0         |
| Cullera de fusta   | 0            | 0        | 5         | 3        | 8         | 6         | 2         |